# ザ・インターセプト
ザ・インターセプト、ジ・インターセプト、あるいはインターセプト（英語：The Intercept）は、アメリカ合衆国のインターネットメディアである。
2014年3月13日、アメリカ国家安全保障局（NSA）は世界中の無数のコンピューターから自動的にデータを収集するマルウェアを開発しており、そのハッキング能力は飛躍的に拡大した、との報告を掲載した。
2017年4月24日、中央情報局（CIA）元職員エドワード・スノーデンが持ち出した機密文書のうち、日本の安全保障などに関する13のファイルの公開を始めた。